# Ain’t No Mountain High Enough
Ain’t No Mountain High Enough ist ein Lied der US-amerikanischen Sänger Tammi Terrell und Marvin Gaye aus dem Jahr 1967.

## Hintergrund
Das Lied wurde von dem Songwriterduo Nickolas Ashford und Valerie Simpson geschrieben. Die Idee kam Nickolas Ashford in 1964, als er von Willow Run nach New York kam. Entgegen dem von ihm erhofften „American Dream“ verbrachte er die ersten Monate obdachlos im Bryant Park. Simpson erzählte später, dass Ashford ihr gegenüber die Wolkenkratzer im Bezirk Central Park West wie riesige Berge beschrieb. Dennoch wollte er sich von seinen Zweifeln nicht von seinem Ziel abbringen lassen.
Die Aufnahme des Liedes fand im Dezember 1966 statt. Die Erstveröffentlichung von Ain’t No Mountain High Enough erfolgte als Teil des ersten Kollaborationsalbums United der beiden Künstler Marvin Gaye und Tammi Terrell am 20. April 1967 bei Tamla.

## Inhalt
| „Ain't no mountain high enough Ain't no valley low enough Ain't no river wide enough To keep me from gettin' to you, baby“ – Chorus, Originalauszug | Aufgebaut ist das Lied aus drei Strophen, einem Refrain und einer Bridge. Das Lied beginnt zunächst mit einer Strophe, welche aus sechs Zeilen besteht. Daran schließt sich der vierzeilige Refrain an. Es folgt die zweite Strophe, auf welche erneut der Refrain folgt und an den sich die Bridge anschließt. Abgeschlossen wird das Lied mit einer dritten Strophe, gefolgt von dem Refrain. Das Lied thematisiert zum einen eine grenzenlose Liebe, zum anderen das Selbstbewusstsein an seine Träume zu glauben und sich nicht von ihnen abbringen zu lassen. |

## Chartplatzierungen
| ChartsChartplatzierungen       | Höchstplatzierung | Wochen |
| ------------------------------ | ----------------- | ------ |
| Vereinigte Staaten (Billboard) | 19 (12 Wo.)       | 12     |

### Auszeichnungen für Musikverkäufe
Für mehr als 300.000 verkaufte Einheiten erhielt Ain't No Mountain High Enough in Deutschland 2023 eine Goldene Schallplatte.
| Land/Region        | Auszeichnungen für Musikverkäufe (Land/Region, Auszeichnung, Verkäufe) | Verkäufe |
| ------------------ | ---------------------------------------------------------------------- | -------- |
| Deutschland (BVMI) | Gold                                                                   | 300.000  |
| Insgesamt          | 1× Gold ·                                                              | 300.000  |